# Sochaczew (gmina)
Pour les articles homonymes, voir Sochaczew (homonymie).
Sochaczew est une gmina rurale (gmina wiejska) du powiat de Sochaczew, Mazovie, dans le centre-est de la Pologne.
Son siège administratif (chef-lieu) est la ville de Sochaczew, bien qu'elle ne fasse pas partie du territoire de la gmina.
La gmina couvre une superficie de 91,41 km2 pour une population de 8 764 habitants en 2006.

## Géographie
La gmina inclut les villages et localités de:

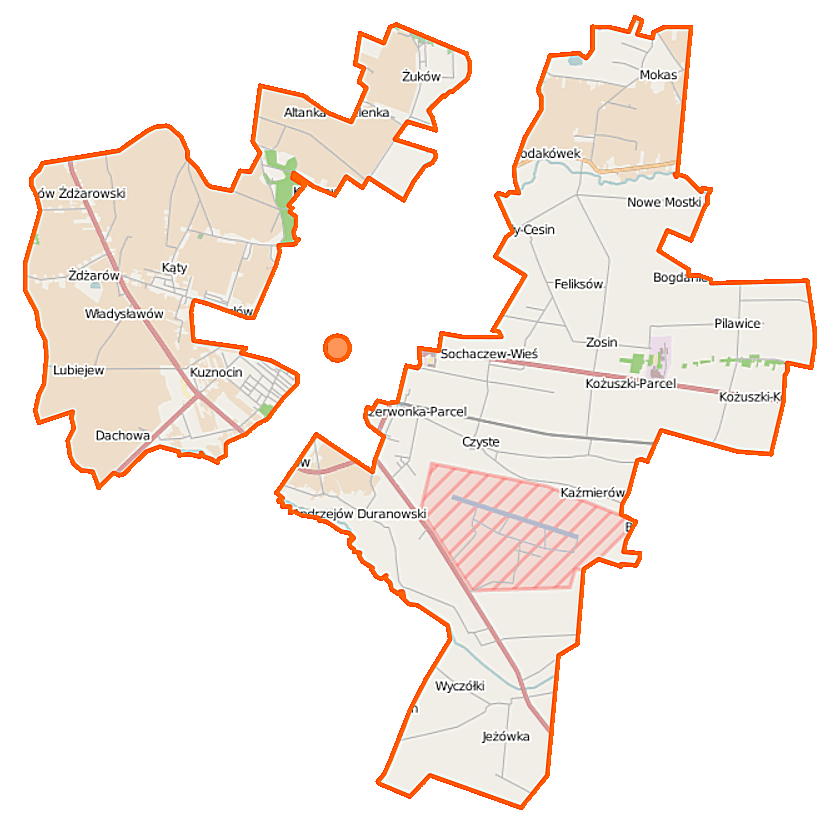
Plan de la gmina

- Altanka
- Andrzejów Duranowski
- Antoniew
- Bielice
- Bogdaniec
- Bronisławy
- Chodakówek
- Chrzczany
- Czerwonka-Parcel, Czerwonka-Wieś
- Czyste
- Dachowa
- Dzięglewo
- Feliksów
- Gawłów
- Ignacówka
- Janaszówek
- Janówek Duranowski
- Jeżówka
- Karwowo
- Kąty
- Kaźmierów
- Kożuszki-Kolonia
- Kożuszki-Ośrodek
- Kożuszki-Parcel
- Kuznocin
- Łubianka
- Lubiejew
- Mokas
- Nowe Mostki
- Orły-Cesin
- Pilawice
- Rozlazłów
- Sielice
- Sochaczew-Wieś
- Władysławów
- Wójtówka
- Wyczółki
- Wyjazd
- Wymysłów
- Żdżarów
- Żelazowa Wola
- Zosin
- Żuków

### Gminy voisines
La gmina de Sochaczew est voisine de:

la ville de:
- Sochaczew

et les gminy de:
- Brochów
- Kampinos
- Młodzieszyn
- Nowa Sucha
- Rybno
- Teresin

## Structure du terrain
D'après les données de 2002, la superficie de la commune de Sochaczew est de 91,41 km2, répartis comme telle :
- terres agricoles : 81 %
- forêts : 3 %

La commune représente 12,5 % de la superficie du powiat.

## Démographie
Données du 30 juin 2004 :
| Description        | Total  | Total | Femmes | Femmes | Hommes | Hommes |
| ------------------ | ------ | ----- | ------ | ------ | ------ | ------ |
| Unité              | Nombre | %     | Nombre | %      | Nombre | %      |
| Population         | 8 579  | 100   | 4 266  | 49,7   | 4 313  | 50,3   |
| Densité (hab./km²) | 93,9   | 93,9  | 46,7   | 46,7   | 47,2   | 47,2   |